# Aruta
Aruta é um gênero de traça pertencente à família Arctiidae.